# Thomaston (Maine)
Thomaston es un pueblo ubicado en el condado de Knox en el estado estadounidense de Maine. En el Censo de 2010 tenía una población de 2.781 habitantes y una densidad poblacional de 93,57 personas por km².

## Geografía
Thomaston se encuentra ubicado en las coordenadas 44°6′27″N 69°10′17″O / 44.10750, -69.17139. Según la Oficina del Censo de los Estados Unidos, Thomaston tiene una superficie total de 29.72 km², de la cual 28.33 km² corresponden a tierra firme y (4.69%) 1.39 km² es agua.

## Demografía
Según el censo de 2010, había 2.781 personas residiendo en Thomaston. La densidad de población era de 93,57 hab./km². De los 2.781 habitantes, Thomaston estaba compuesto por el 96.98% blancos, el 0.29% eran afroamericanos, el 0.47% eran amerindios, el 0.83% eran asiáticos, el 0% eran isleños del Pacífico, el 0.07% eran de otras razas y el 1.37% pertenecían a dos o más razas. Del total de la población el 0.47% eran hispanos o latinos de cualquier raza.